# Benji (chien)
Pour les articles homonymes, voir Benji.

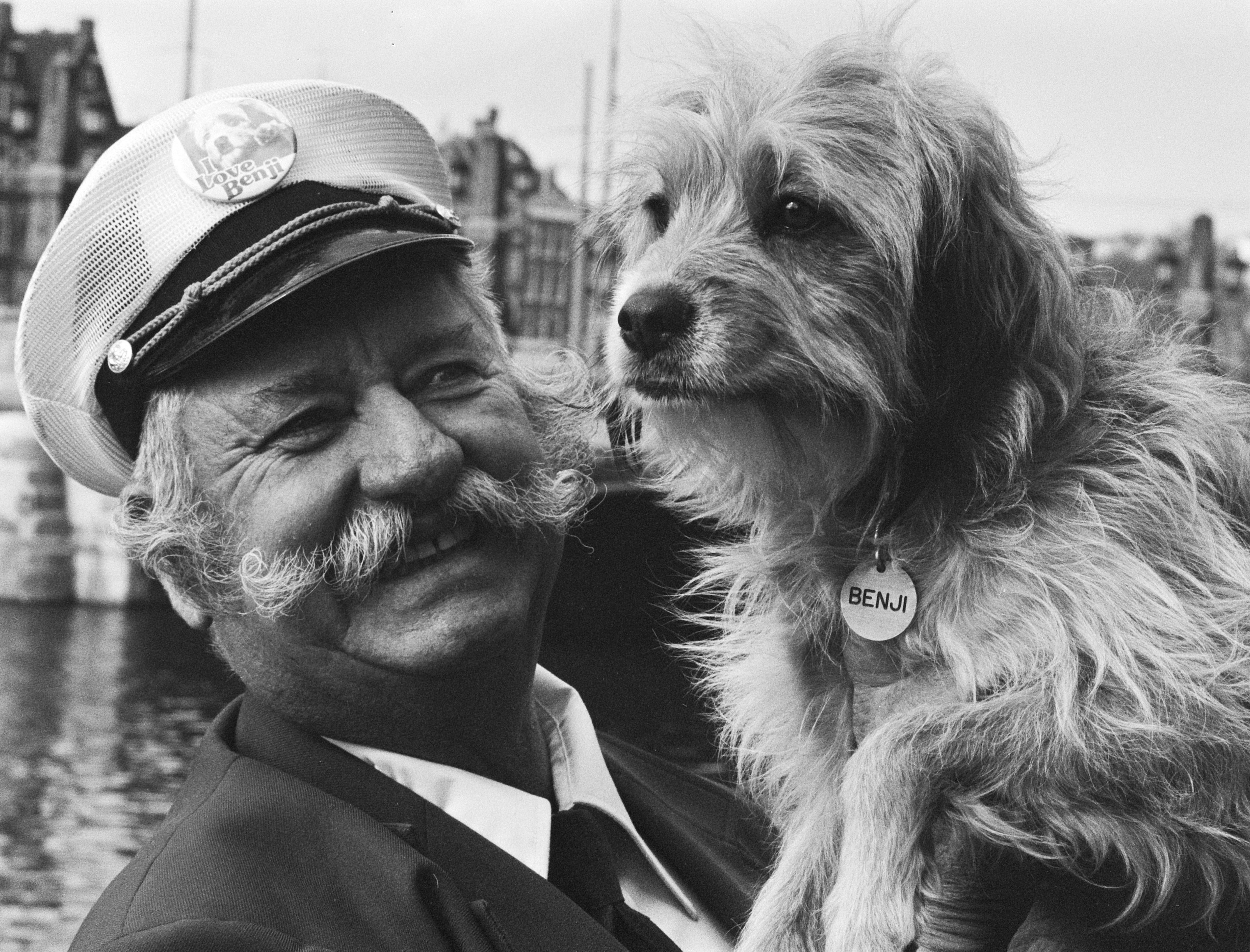
Benji avec son entraîneur Frank Inn en 1979

Benji est un chien de fiction qui a donné lieu à plusieurs adaptations au cinéma et à la télévision.

## Filmographie
Cinéma
- 1974 : Benji
- 1977 : Pour l'amour de Benji (For the Love of Benji)
- 1980 : Oh! Heavenly Dog (en)
- 1987 : Benji la malice (Benji the Hunted)
- 2004 : Benji: Off the Leash!
- 2018 : Benji

Télévision
- 1978 : Benji's Very Own Christmas Story (en) (court métrage)
- 1980 : Benji at Work (court métrage)
- 1981 : Benji Takes a Dive at Marineland (court métrage)
- 1983 : Benji, Zax & the Alien Prince (en) (série télévisée)
- 2006 : Rejection Benji (pastille humoristique)